# Turanium hladili
Turanium hladili là một loài bọ cánh cứng trong họ Cerambycidae.